# Wikipedian in residence
En Wikipedian in residence eller Wikimedian in residence (WiR) är en Wikipediaskribent, det vill säga en Wikipedian (eller Wikimedian), som är projektanställd för att underlätta och uppmuntra en institution att släppa material under öppna licenser och utveckla relationen mellan värdinstitution och Wikimediagemenskapen. Personen skall även stödja institutionens personal så att de själva lär sig att redigera i artiklar på Wikipedia relaterade till dess uppdrag. En WiR hjälper bland annat till att koordinera Wikipediarelaterade uppsökande evenemang mellan institutionen och allmänheten, såsom skrivstugor (editaton).
WiR är anknuten till en institution, exempelvis ett konstgalleri, bibliotek, arkiv, museum. Samarbeten med den sektorn går under förkortningen GLAM. WiR kan också finnas på en akademi eller högre utbildningsanstalt (som ett universitet).

## Roll och arbetsuppgifter
Den primära rollen för WiR är ofta att fungera som en länk mellan värdinstitutionen och Wikimediagemenskapen genom att hjälpa till med evenemang och utbildning som stödjer båda organisationernas uppdrag. Typiska utbildningsuppgifter inkluderar att arrangera och/eller leda utbildningsevenemang och skrivstugor och ge förklaringar till annan personal och allmänhet om policyer och praxis, såsom policyer om intressekonflikter. Redigeringsaktiviteter kan innefatta att lämna bidrag till artiklar som är relevanta för institutionens material och uppdrag, såsom artiklar om betydelsefulla kulturföremål i en organisations samling, eller artiklar inom ett specifikt kunskapsområde.
En annan vanlig form av samarbete är digitala samlingar. En WiR kan ge utbildning om digitalisering och hjälpa till att ladda upp media (med eventuell befintlig metadata) till Wikimedia Commons. wikimedianer kan sedan översätta, utöka och återverifiera metadata, kategorisera media och manuellt transkribera och strukturera skannade dokument på Wikisource. Beskrivnings- och kategoriseringsfunktionerna på Wikimedia Commons (Commons) föredras framför kommersiella webbplatser och institutionens katalogprogramvara, av de som är aktiva på Wikipedia. Media som läggs till Commons används i Wikipedia, både av WiRs och av andra aktiva wikipedianer.
En tredje form av samarbete involverar datauppsättningar och applikationsprogrammeringsgränssnitt (API); till exempel finansierade Wikimedia Foundation en WiR på OCLC för att integrera OCLC:s WorldCat Search API i Wikipedias verktyg för automatiska kompletteringar av hänvisningar, vilket gör det snabbare att lägga till referenser för wikipedianer. WiRs har också hjälpt till att integrera ORCID-metadata och data om rättigheter.
Vissa WiRs är verksamma under en kort period, ibland några veckor, medan andra har fasta anställningar. Vid korttidsanställningar är det viktigt att arbetet som ska utföras är välplanerat i förväg.

## Ersättning
Medan Wikimedia Foundation avråder från direkt betald kompensation för artikelredigeringar och förbjuder hemlig opinionsbildning, tillåts wikipedianer att få kompensation för arbete för wikimediaplattformarna genom sina sponsrande institutioner mot att de följer strikta riktlinjer mot att engagera sig i PR eller marknadsföring för sin institution. Denna ersättning kan vara exempelvis ett stipendium eller lön.

## Historik
2010 blev australiensaren Liam Wyatt den första WiR:en när han var volontär på British Museum under fem veckor. Han noterade behovet för Wikipedia att stärka partnerskap med museer för att skapa den mest uppdaterade och korrekta informationen, och sa "vi gör samma sak av samma anledning, för samma människor, i samma medium. Låt oss göra det tillsammans." Children's Museum of Indianapolis blev involverad i programmet efter att wikipedianen Lori Phillips anmälde sig frivilligt till ett GLAM-evenemang 2010, och blev den andra WiR:en. Den tredje, Benoît Evellin, tillbringade sex månader på slottet i Versailles i Frankrike. Museu Picasso i Barcelona, Spanien och Derby Museum and Art Gallery i Derby, England var också tidiga med.
År 2010 uttryckte Smithsonian Institution intresse för idén, vilket ledde till att Sarah Stierch anställdes i juli som WiR. Året därpå följde National Archives and Records Administration efter och anställde Dominic McDevitt-Parks, en student från Simmons College, som höll på med en masterexamen i historia och arkivhantering. McDevitt-Parks hade redigerat Wikipedia sedan 2004 och anställdes för denna position av David Ferriero.
I juli 2011 engagerade Wikimedia UK Andy Mabbett, aktiv sedan 2003, som en "uppsökande ambassadör" i residenset på den Bristol-baserade välgörenhetsorganisationen Wildscreen, som arbetar med ARKive-projektet. Sedan dess har Mabbett varit WiR på andra organisationer som New Art Gallery Walsall och Royal Society of Chemistry. 
I januari 2013 blev Gerald R. Ford Presidential Library det första presidentbiblioteket att anställa en WiR, när de anställde Michael Barera, en masterstudent vid University of Michigan. 
I september 2013 blev National Archives and Records Administration den första organisationen att anställa en permanent Wikipedian på heltid när den anställde Dominic McDevitt-Parks för att ingå i dess Office of Innovation i den egenskapen.
I mars 2014 publicerade Harvard University en platsannons som sökte en person som skulle vara deras WiR på Houghton Library. 
I oktober 2014 tillkännagav University of Victoria Libraries att Christian Vandendorpe i samarbete med Electronic Textual Cultures Lab (ETCL) och Federation for the Humanities and Social Sciences hade utsetts till hedersbosatt WiR för läsåret 2014/2015. Dr. Constance Crompton tog på sig rollen från 2014 till 2016, följt av Dr. Erin Glass från 2019 till 2020 och Silvia Gutiérrez De la Torre från 2020 till 2021.
År 2016 hade mer än 100 wikipedianer innehaft rollen som WiR, av vilka de flesta fick betalt av antingen institutionen där de arbetade eller en Wikimediarelaterad organisation, och andra som volontärer. 2018 blev Mike Dickison "Wikipedian i stort" på Nya Zeeland, vilket inkluderade ett antal residenser vid olika institutioner över hela landet, såsom Auckland Museum.

## Institutioner i urval
Större institutioner som varit värd för en WiR är bland annat: 
- National Library of Wales

- British Museum

- National Institute for Occupational Safety and Health

- British Library[1]

- Smithsonian Institution

- Royal Society of Chemistry

- UC Berkeley

- Columbia University

- University of Toronto

- National Library of Norway
- Federal Archives of Switzerland.

Mindre institutioner som varit värd för en WiR är exempelvis: 
- Derby Museum and Art Gallery och The New Art Gallery Walsall i Storbritannien
- slottet i Versailles i Frankrike
- Museu Picasso i Spanien
- Children's Museum of Indianapolis
- Consumer Reports
- Gerald R. Ford Presidential Library
- National Archives and Records Administration[21]

## Bildexempel
Här följer ett urval av bilder som visar vad en WiR kan göra

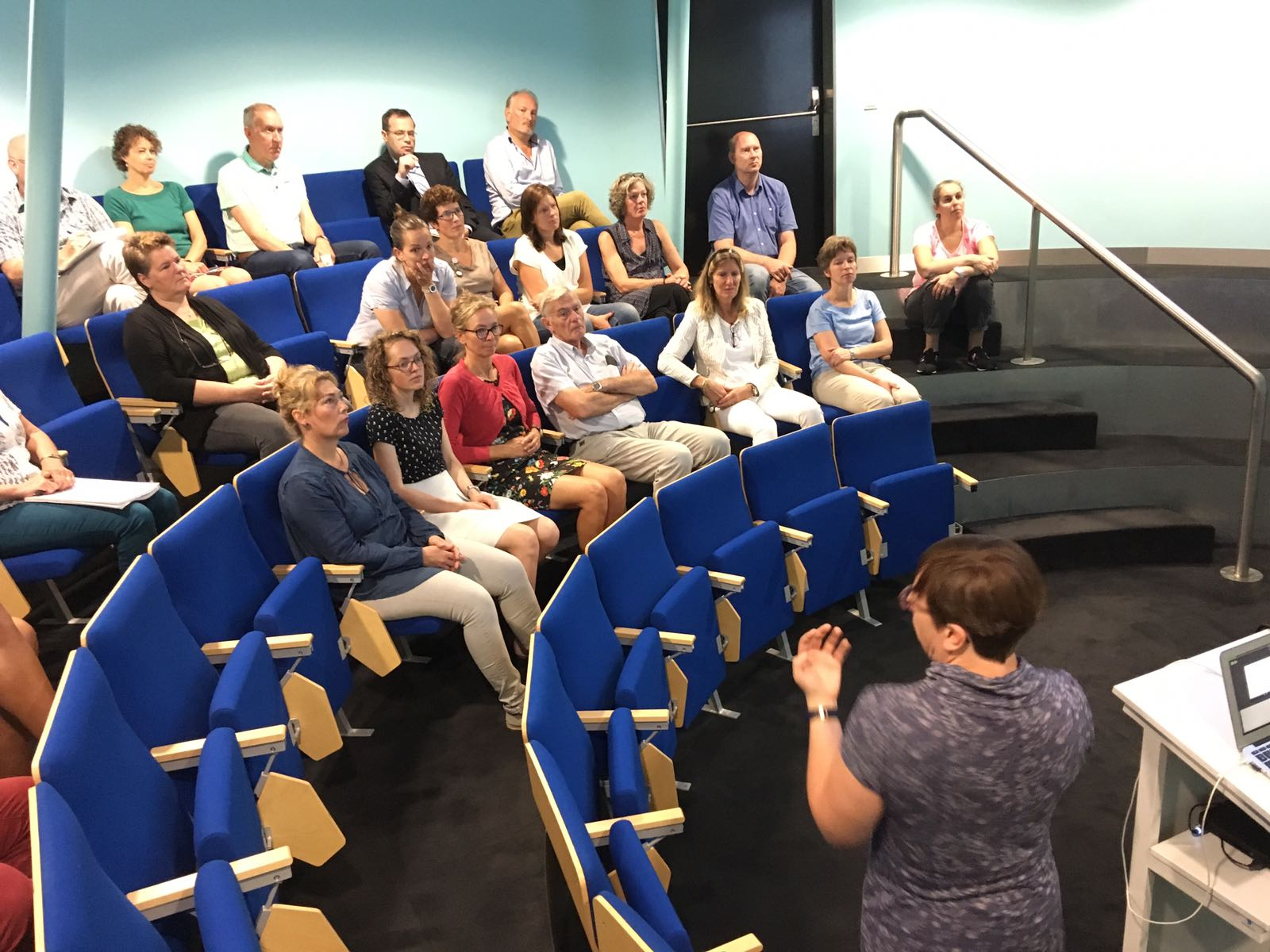
Unesco Memory of the World WiR talar på Zeeuws Archief.
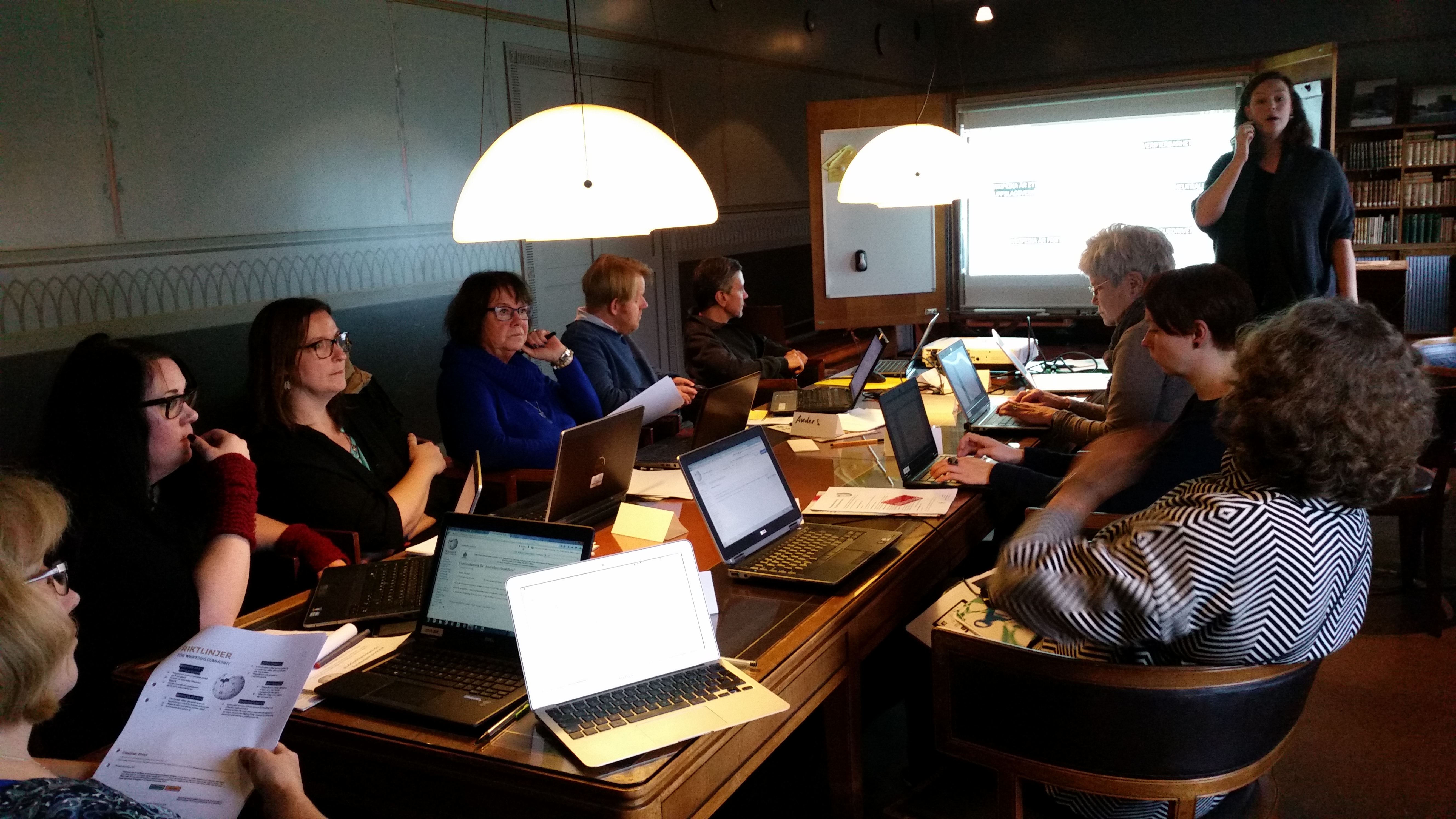
WiR genomför en utbildning för bibliotekarier i Stockholm.
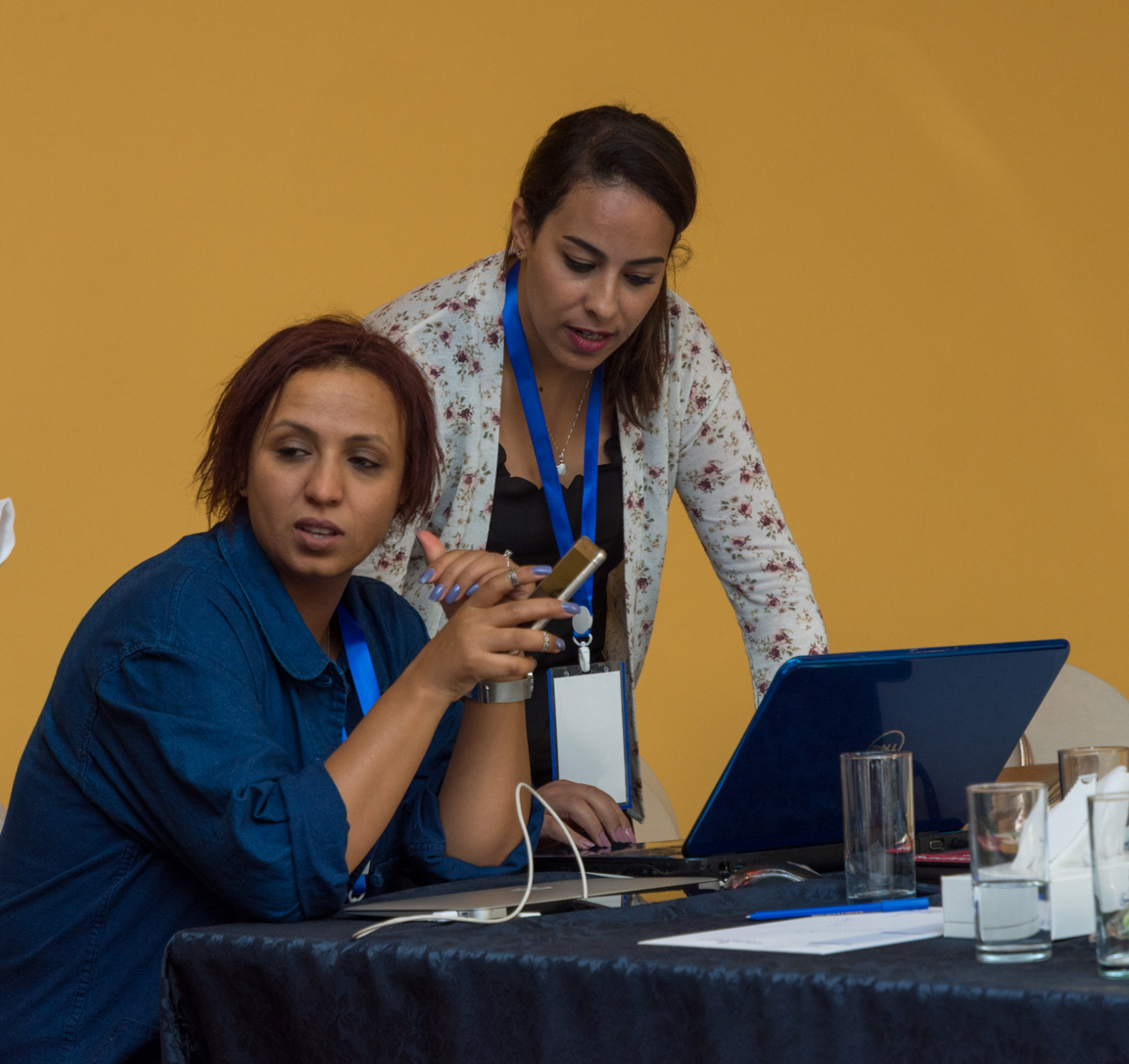
WiRs som är bibliotekarier i Tunis.
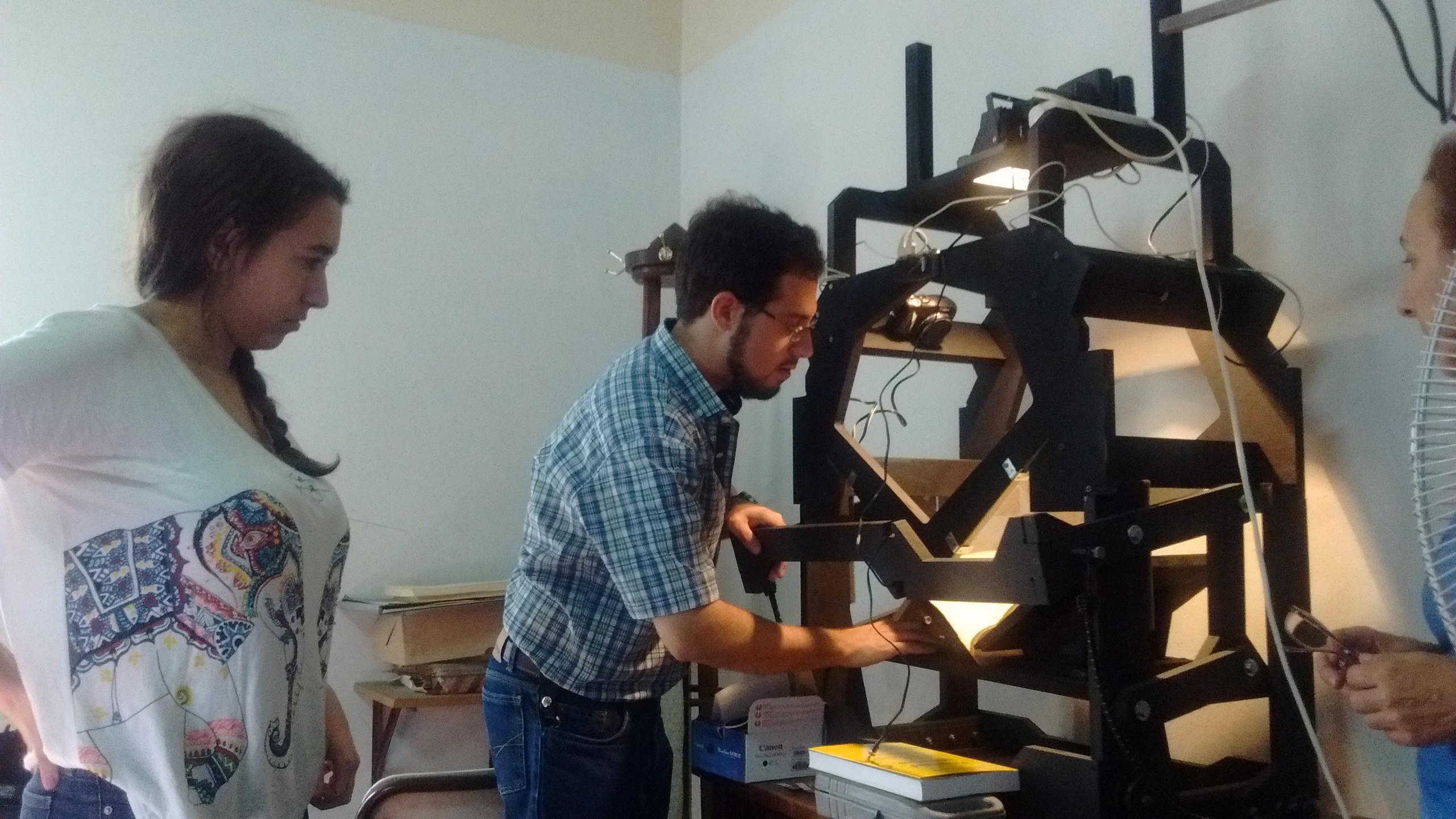
WiR lär ut digitaliseringsfärdigheter vid Archivo Histórico de la Provincia de Buenos Aires.